# 角山乗合タクシー
角山乗合タクシー（つのやまのりあいタクシー）は、岡山市東区にて運行されている予約制乗合タクシー。愛称は角タク（つのタク）。

## 概要
- 岡山市東区の角山地区では、地域住民の買い物や通院等の日常生活に必要な移動手段を確保することを目的として、角山学区生活交通を考える会（現在：角山乗合タクシーの会）が西大寺タクシー本社営業所に委託する形で運行開始した。
- 運賃は区間により異なっている。
  - 角山地区のみの場合は1回利用大人500円、18歳未満250円。
  - 平島地区にまたがって利用する場合は1回利用大人500円、18歳未満250円。
  - 西大寺地区にまたがって利用する場合、1人で利用する場合は1回利用大人800円、18歳未満400円、2人以上で利用する場合は1回利用大人500円、18歳未満250円。
- 平島方面は火曜日のみ運行。西大寺方面は水曜日・金曜日のみ運行。ただし、祝日の場合は運休。
- 運行は、西大寺タクシー本社営業所に委託されている。
- 予約制を採用しており、午前の便は乗車前日の21:00までに、午後の便は乗車当日の1時間前までに西大寺タクシー本社営業所まで電話予約が必要。
- セダン型タクシー車両（4人乗り）を使用している。

## 沿革
- 2020年4月16日 - 試験運行開始[2][3]。
- 2021年4月1日 - 本格運行開始。

## 路線
平島方面
- ゆめタウン平島 - 角山地区（竹原・才崎・内ヶ原・百枝月）
  - 火曜日のみ運行。ただし、祝日の場合は運休。
  - 平島地区は、角山地区行きは乗車のみ、角山地区発は降車のみの扱いとなる。

西大寺方面
- 天満屋ハピータウン（西大寺店） - 東区役所 - 西大寺バスセンター - 西大寺駅 - 角山地区（竹原・才崎・内ヶ原・百枝月）
  - 水曜日・金曜日のみ運行。ただし、祝日の場合は運休。
  - 西大寺地区は、角山地区行きは乗車のみ、角山地区発は降車のみの扱いとなる。

## 車両
- セダン型タクシー車両（4人乗り）を使用している。